# ニコラウス・フェッター
アンドレアス・ニコラウス・フェッター（Andreas Nicolaus Vetter ドイツ語: [ˈfɛtɐ] 1666年10月 - 1734年6月13日）は、ドイツのオルガニスト、作曲家。

## 生涯
フェッターは現在のテューリンゲン州に位置するヘルシュドルフに生まれた。最初の音楽教育をニュルンベルクのゲオルク・カスパー・ヴェッカーから受け、1683年から1688年にはルドルシュタットのギムナジウムに通った。続いてエアフルトへ赴いてヨハン・パッヘルベルの下で研鑽を積むと、1690年にシュトゥットガルトへと移った師の跡を継いでプレディガー教会（英語版）のオルガニストに就任する。この時期、フェッターはエアフルト大学に在籍していたものと思われる。1691年7月にヨハン・ハインリヒ・ブットシュテットへと職を譲り、自らはルドルシュタットに戻って城のオルガニストとなった。フェッターは後年、政府の政策立案者、教会の代理人、ペイジの監督者に任用される栄誉に与った。
フェッターの作品には自由なオルガン作品群、『Zum frohen Empfang Grossherzogs Carl Fürsten Primas』と題された管弦楽と合唱の作品などがあったものの、これらは第二次世界大戦の戦火により失われてしまい、現存する作品はごく僅かである。ベルリン州立図書館収蔵の資料『Mus.40035』によると、かつてヨハン・ゼバスティアン・バッハの作品であるとされていた『Allein Gott in der Höh' sei Ehr』に基づくオルガンのためのパルティータ BWV 771の第3、第8変奏は、フェッターの手になるものであるという。全17節全てが彼の作品である可能性もあるだろう。南ドイツ・オルガン楽派の伝統を汲みコラールへ作曲された彼のオルガン曲は、G. Frotscher編の『Orgelchoräle um Joh. Seb. Bach』の最新のエディション（ライプツィヒ 1937年）、並びにE. Kooiman編の『Andreas Nicolaus Vetter (1666–1734): Koraalbewerkingen』（ヒルフェルスム 1989年）に掲載されている。これらの作品の草稿も、多くが第二次世界大戦中に失われている。

## 主要作品
オルガンのためのコラール前奏曲。
- Ach Gott und Herr
- Ach Gott, vom Himmel sieh darein
- Allein Gott in der Höh sei Ehr （2作品）
- Allein Gott in der Höh sei Ehr （コラール＝パルティータ）
- Christ lag in Todesbanden
- Jesus Christus, unser Heiland, der den Tod überwand
- Jesu, meine Freude,
- Komm, Heiliger Geist, Herre Gott
- Lobt Gott, ihr Christen allzugleich
- Nun komm, der Heiden Heiland
- Vater unser im Himmelreich